# Resultados do Carnaval de São Paulo em 2013
Esta é uma lista de Resultados do Carnaval de São Paulo em 2013.

## Escolas de samba

### Grupo Especial
Ordem de Desfile
| Sexta-feira (08/02/2013)                                                                                                   | Sábado (09/02/2013) |
| 1. Acadêmicos do Tatuapé 2. Rosas de Ouro 3. Mancha Verde 4. Vai-Vai 5. X-9 Paulistana 6. Dragões da Real 7. Águia de Ouro | 1. Nenê de Vila Matilde 2. Gaviões da Fiel 3. Mocidade Alegre 4. Tom Maior 5. Unidos de Vila Maria 6. Acadêmicos do Tucuruvi 7. Império de Casa Verde |

Mapa de Notas
Abaixo o mapa de notas da apuração do Grupo Especial:

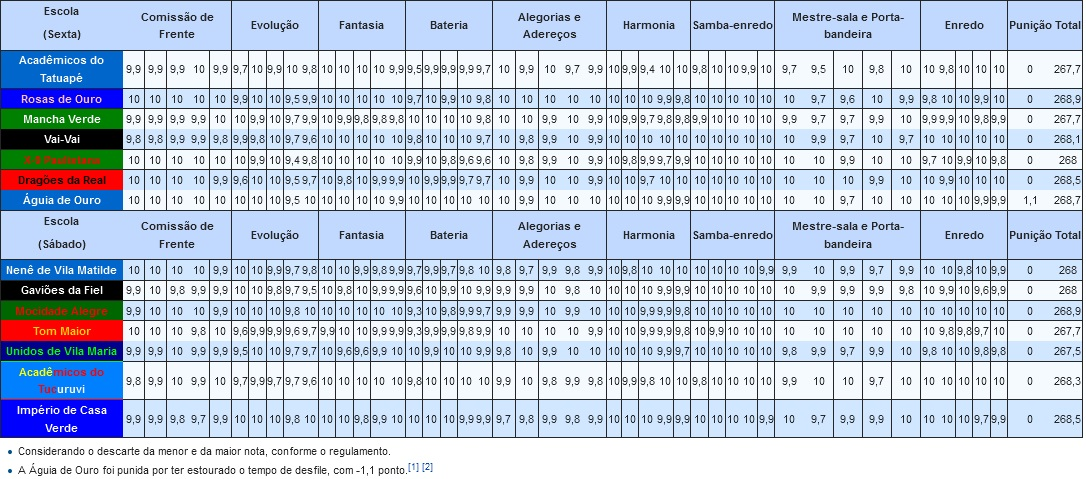
Mapa de apuração

- Considerando o descarte da menor e da maior nota, conforme o regulamento.
- A Águia de Ouro foi punida por ter estourado o tempo de desfile, com -1,1 ponto.[2][3]

Classificação
| Legenda: Campeã Rebaixada |

| Col. | Escola                 | Enredo                                                                                     | Pontos |
| ---- | ---------------------- | ------------------------------------------------------------------------------------------ | ------ |
| 1    | Mocidade Alegre        | A Sedução me fez provar, me entregar à Tentação... Da Versão Original, qual será o final   | 268.9  |
| 2    | Rosas de Ouro          | Os condutores da alegria numa fantástica viagem aos Reinos da Folia                        | 268.9  |
| 3    | Águia de Ouro          | Minha missão. O canto do povo. João Nogueira                                               | 268.7  |
| 4    | Dragões da Real        | Dragão, guardião real, mostra seu poder e soberania na corte do Carnaval!                  | 268.5  |
| 5    | Império de Casa Verde  | Pra todo mal, a cura. Quem canta seus males espanta!                                       | 268.5  |
| 6    | Acadêmicos do Tucuruvi | Mazzaropi, o adorável caipira - 100 anos de alegria!                                       | 268.3  |
| 7    | Vai-Vai                | Sangue da terra, videira da vida: Um brinde de amor em plena avenida - vinhos do Brasil!   | 268.1  |
| 8    | Nenê de Vila Matilde   | Da Revolta dos Búzios a atualidade. A Nenê canta a igualdade!                              | 268.0  |
| 9    | Gaviões da Fiel        | Ser Fiel é a alma do negócio                                                               | 268.0  |
| 10   | X-9 Paulistana         | Se pra ter diversidade basta viver com alegria: Sorria! Pois São Paulo hoje é só harmonia! | 268.0  |
| 11   | Acadêmicos do Tatuapé  | Beth Carvalho, a madrinha do samba                                                         | 267.7  |
| 12   | Tom Maior              | Parque dos desejos - O seu passaporte para o prazer!                                       | 267.7  |
| 13   | Mancha Verde           | Mário Lago - Um homem do Século XX                                                         | 267.6  |
| 14   | Unidos de Vila Maria   | Made in Korea.                                                                             | 267.5  |

### Grupo de acesso

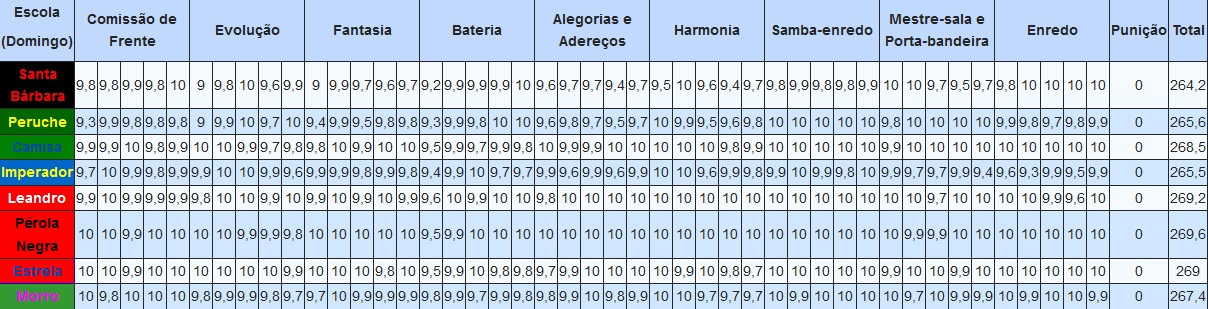
Mapa de apuração

Classificação
| Legenda: Promovida Rebaixada |

| Col. | Escola                      | Enredo                                                                                                 | Pontos |
| ---- | --------------------------- | --- | ------ |
| 1    | Pérola Negra                | O espetáculo vai começar, Pérola Negra apresenta: O Auto da Compadecida                                | 269,6  |
| 2    | Leandro de Itaquera         | O leão guerreiro mostra a sua força! É a garra e a bravura do negro no quilombo da Leandro de Itaquera | 269,2  |
| 3    | Estrela do Terceiro Milênio | Reluz na constelação da Terceiro Milênio uma maravilha de estrela chamada Elke                         | 269,0  |
| 4    | Camisa Verde e Branco       | Era uma vez, outra vez!                                                                                | 268,5  |
| 5    | Morro da Casa Verde         | Ecoou no Morro... É festa no grito da liberdade!                                                       | 267,4  |
| 6    | Unidos do Peruche           | O povo da floresta está em festa. A tribo da Peruche vai passa                                         | 265,6  |
| 7    | Imperador do Ipiranga       | Ouviram do Ipiranga... Um grito de esperança                                                           | 265,5  |
| 8    | Unidos de Santa Bárbara     | Bem-vindos ao reino da gentileza                                                                       | 264,2  |

### Grupo 1-UESP
Classificação
| Legenda: Promovida Rebaixada |

| Col. | Escola                  | Enredo | Pontos |
| ---- | ----------------------- | --- | ------ |
| 1    | Colorado do Brás        | O trabalho enobrece o homem... Lutas,Direitos e Conquistas de um povo vencedor!                            | 269.5  |
| 2    | Uirapuru da Mooca       | Eu sou da Mooca com muito orgulho e ao som da bateria a Mooca é carnaval                                   | 269.3  |
| 3    | Torcida Jovem           | Sinfonia das cores em aquarela                                                                             | 269.3  |
| 4    | Prova de Fogo           | Prova de Fogo está em festa no quilombo de Pirituba !                                                      | 269.2  |
| 5    | Tradição Albertinense   | Rei é rei onde chega... foi assim, hoje eu sei... que nasceu Chico Rei, rei da África e das Minas Gerais!  | 269.2  |
| 6    | Unidos de São Lucas     | O Astro Rei Anuncia: é festa do zodíaco nessa folia!                                                       | 269.1  |
| 7    | União Imperial          | Fé na vida, fé no homem, fé no que virá! Entre realidade, magia e feitiçaria com qual você ficaria?        | 268.1  |
| 8    | Camisa 12               | Deus, salve salve o nordeste do Brasil, seu povo e sua gente!                                              | 267.9  |
| 9    | Dom Bosco               | Dom Bosco traz os casais pra avenida. Casando o samba com a fascinação... por onde for, quero ser seu par! | 267    |
| 10   | TUP                     | Das assombradas lendas às festas populares...viva o Nordeste !                                             | 266.5  |
| 11   | Mocidade Unida da Mooca | Gás: A chama que faz sua vida melhor é a energia que mudará o caminho das novas gerações                   | 265.8  |
| 12   | Barroca Zona Sul        | No caminho do progresso, Yababa kuara. Templo de Quilombo... Jabaquara, Raízes de um Povo Guerreiro!       | 263.7  |

### Grupo 2-UESP
Classificação
| Legenda: Promovida Rebaixada |

| Col. | Escola                  | Enredo | Pontos |
| ---- | ----------------------- | ------ | ------ |
| 1    | Independente Tricolor   |        | 180,1  |
| 2    | Amizade da Zona Leste   |        | 179,8  |
| 3    | Unidos de São Miguel    |        | 179,6  |
| 4    | Flor de Liz             |        | 179,5  |
| 5    | Combinados de Sapopemba |        | 179,1  |
| 6    | Flor da Vila Dalila     |        | 178,7  |
| 7    | Brinco da Marquesa      |        | 178,2  |
| 8    | Acadêmicos do Ipiranga  |        | 177,7  |
| 9    | Príncipe Negro          |        | 177,4  |
| 10   | Império Lapeano         |        | 176,2  |
| 11   | Os Bambas               |        | 175,3  |
| 12   | Valença de Perus        |        | 171,4  |
| 13   | Primeira da Aclimação   |        | 89,9   |

### Grupo 3-UESP
Classificação
| Legenda: Promovida Rebaixada |

| Col. | Escola                         | Enredo | Pontos |
| ---- | ------------------------------ | ------ | ------ |
| 1    | Folha Verde                    |        | 179,9  |
| 2    | Vale Encantado                 |        | 179,8  |
| 3    | Guaianases                     |        | 179,5  |
| 4    | Iracema Meu Grande Amor        |        | 179    |
| 5    | São Jorge                      |        | 178,7  |
| 6    | Vila Albertina                 |        | 178,3  |
| 7    | Dragões de Vila Alpina         |        | 178,3  |
| 8    | União Independente da Zona Sul |        | 176,8  |
| 9    | Mocidade Robruense             |        | 175,7  |
| 10   | Estação Invernada              |        | 173,7  |
| 11   | Imperatriz da Paulicéia        |        | 173,5  |
| 12   | Passo de Ouro                  |        | 166,6  |
| 13   | Portela da Zona Sul            |        | 157.8  |
| 14   | Só Vou Se Você For             |        | 142    |

### Grupo 4-UESP
Classificação
| Legenda: Promovida |

| Col. | Escola                 | Enredo | Pontos |
| ---- | ---------------------- | ------ | ------ |
| 1    | Explosão da Zona Norte |        | 90.3   |
| 2    | Lavapés                |        | 90.2   |
| 3    | Boêmios da Vila        |        | 89.8   |
| 4    | Imperatriz da Sul      |        | 88.8   |

### Blocos Especiais
Classificação
| Legenda: Promovida Rebaixada |

| Col. | Escola                              | Enredo | Pontos |
| ---- | ----------------------------------- | ------ | ------ |
| 1    | Chorões da Tia Gê                   |        | 150.5  |
| 2    | Pavilhão 9                          |        | 149.5  |
| 3    | Garotos da Vila Santa Maria         |        | 149.3  |
| 4    | Não Empurra que é Pior              |        | 149.3  |
| 5    | Vovó Bolão                          |        | 149.2  |
| 6    | União da Trindade                   |        | 149    |
| 7    | Unidos do Pé Grande                 |        | 148.5  |
| 8    | Unidos do Guaraú                    |        | 146.6  |
| 9    | Caprichosos da Zona Sul             |        | 143.2  |
| 10   | Mocidade Amazonense                 |        | 141.6  |
| 11   | Mocidade Independente da Zona Leste |        | 133.5  |
| 12   | Cacique da Vila                     |        | 133.4  |
| 13   | Caprichosos do Piqueri              |        | 124.6  |